# Sidney Wolf
Sidney Wolf (* 23. März 1987 in Stuttgart) ist ein deutsches Model und Reality-TV-Star.

## Leben
Sidney Wolf wurde durch seine Teilnahme an der Reality-TV-Show Love Island Deutschland bekannt, die er 2019 zusammen mit Vivien Michalla gewann. Nach einem kaufmännischen Berufskolleg mit Schwerpunkt Sport und Vereinsmanagement, wo er parallel sein Fachabitur machte. Nach seiner Zeit als internationales Model in Städten wie New York und Tokyo lebt er heute in München, arbeitet als Model, Brand Ambassador für Brunello Cucinelli und Social Media Manager.
Er ist seit dem 19. Dezember 2024 verheiratet.

## TV-Auftritte/Filmografie
- 2019: Love Island (Gewinner mit Vivien Michalla) (RTL2)
- 2018: Ibiza Diary (durchgehende Hauptrolle) (RTL2)
- 2021: Echt Fame (RTL2)